# Le Voleur aux cent visages
Le Voleur aux cent visages (20面相におねがい!!, Nijū mensō ni onegai!!)  est un manga japonais de CLAMP prépublié dans le magazine Newtype puis publié au Japon par Kadokawa Shoten en 1991 et en français par Pika Édition en 2001. Il comporte onze chapitres, regroupés en deux volumes.

## Résumé de l'histoire
Akira, jeune collégien de l’école Clamp âgé de dix ans, vit avec ses deux mamans. Il a pris la succession de son père en tant que voleur. Sous le nom de « voleur aux cent visages », il vole avec classe, annonçant toujours l’heure à laquelle il va venir prendre l’objet qu’il convoite, et réussit toujours à s’enfuir au nez et à la barbe de la police.
Un soir, pour échapper à la police, il se réfugie dans la chambre d’Utako, cinq ans. Celle-ci vient de voir son amour pour un professeur bien plus âgé brisé, et s’attache à Akira.
Se rencontrant régulièrement, les deux enfants discutent de leur conception de la vie, de l’amour…

## Personnages
- Akira Ijūin (伊集 院玲?) : vivant avec ses deux mamans, il fréquente l’école Clamp et est trésorier de l’association des élèves. Né un 24 décembre, il est très mature pour ses dix ans, même s’il croit encore dur comme fer au père Noël. Il a pris la succession de son père en tant que « voleur aux cent visages ».

- Utako Ōkawa (大川 歌心?) : à cinq ans, elle vit très mal son rejet par un professeur beaucoup plus âgé. Lorsque Akira passe chez elle un soir, échappant à la police, elle décide de tomber amoureuse de lui. Sa famille est très riche.

- Ryūsuke Kobayashi (小林　龍祐?) : en première année de lycée, il est ami avec Akira depuis son déménagement. Fils d’un marchand de sushi, il aspire à devenir policier et surtout arrêter le voleur aux cent visages.

- les deux mamans de Akira : d’un caractère très joyeux, c’est en général à leur demande que Akira vole.

- Shigetaka Akechi (明智 茂貴?) : médecin de l’école, il est très doué pour deviner les sentiments ou les embarras des gens, et raconte toujours une petite histoire adaptée à la situation. C’est en réalité le frère du père d’Akira.

## Publication
- Japon, publié par l’éditeur Kadokawa Shoten.
  - volume 1  (ISBN 4-04-713394-9)
  - volume 2  (ISBN 4-04-713395-7)

- France, publication par Pika Édition, dans le sens de lecture original. La traduction est assurée par Anne Mallevay, le lettrage par Gérard Nicolas.
  - volume 1  (ISBN 2-84599-135-5)
  - volume 2  (ISBN 2-84599-145-2)